# Amphilophus margaritifer
Amphilophus margaritifer és una espècie de peix de la família dels cíclids i de l'ordre dels perciformes.

## Morfologia
Els mascles poden assolir els 12,7 cm de longitud total.

## Distribució geogràfica
Es troba a l'Amèrica Central: llac Petén (Guatemala)